# Eli Hahury
Elisa Jantje (Eli) Hahury (1952 - Winschoten, 10 juni 1978) was een van de gijzelnemers tijdens de dramatisch verlopen treinkaping bij Wijster.
Hahury profileerde zich als fanatiekste van de zeven Zuid-Molukse jonge mannen die op 2 december 1975 de stoptrein Groningen-Zwolle tot stilstand brachten in de weilanden bij het Drentse dorp Wijster.
Bij aanvang van de actie werden drie inzittenden van de trein in koelen bloede vermoord. In twee gevallen haalde Hahury de trekker over. Zelfs zijn Molukse medestanders, zo schreef de gegijzelde journalist Ger Vaders jaren later, waren bang voor het gemak waarmee Hahury sprak over het doden van passagiers. "Zijn warrige bos haar stond als een ragebol uit en daarmee wilde hij zichzelf vermoedelijk een angstwekkend uiterlijk geven. Behalve een sten had hij een pistool en een klewang. Dwars over zijn zwarte jasje droeg hij een leren riem. Hij was wreed, sprak dreigende taal."
Op 14 december gaven de kapers zich over. Bij hun berechting in 1976 werden ze veroordeeld tot gevangenisstraffen van veertien jaar. Allen zaten hun straf uit, op Hahury na: in juni 1978 pleegde hij op 26-jarige leeftijd in de gevangenis te Winschoten zelfmoord.